# David Evans (baron Evans de Sealand)
David Richard Evans, baron Evans de Sealand (né en février 1961), est un homme politique britannique qui est secrétaire général du Parti travailliste de mai 2020 à septembre 2024. Il est secrétaire général adjoint du Parti travailliste de 1999 à 2001. Evans est directeur régional du Parti travailliste du Nord-Ouest de 1995 à 1999 et fonde The Campaign Company, un cabinet de conseil politique. Il est membre de la Chambre des lords depuis 2025.

## Jeunesse et carrière
Evans est né en février 1961 à Chester et s'installe à Londres à l'âge de trois ans,. Il fréquente l'école sélective St Olave's Grammar School entre 1972 et 1979. Il est militant pendant la grève des mineurs de 1984-1985, période au cours de laquelle il est arrêté pour obstruction à la circulation.
Il est conseiller travailliste à Croydon de 1986 à 1990. Il est secrétaire régional du Parti travailliste pour le nord-ouest de l'Angleterre de 1995 à 1999. Durant cette période, il organise la campagne du Parti travailliste lors de l'élection partielle de Wirral South en 1997, lorsque le parti remporte le siège pour la première fois. Evans occupe ensuite le poste de secrétaire général adjoint du Parti travailliste de 1999 à 2001,. En 1999, il rédige une proposition visant à « réviser » les structures du parti, suggérant que « la Démocratie représentative devrait autant que possible être abolie au sein du parti » en faveur d'élections par "un membre, une voix",. Evans soutient que cela « donnerait du pouvoir aux forces modernisatrices au sein du parti et marginaliserait le vieux parti travailliste ». Il joue un rôle clé dans les coulisses de la victoire électorale du Parti travailliste en 2001,.
En 2001, Evans et Jonathan Upton, ancien responsable du développement des entreprises du parti travailliste, créent un cabinet de conseil politique à Croydon appelé The Campaign Company,,. L'entreprise soutient les personnalités travaillistes Tony Banks et Robert Evans dans leur candidature à la sélection. L'épouse d'Evans, Aline Delawa, est secrétaire générale en 2002, tout en dirigeant l'unité des « affaires constitutionnelles et juridiques » du parti. En 2002, la société est engagée pour soutenir le Mouvement européen multipartite qui fait pression pour que la Grande-Bretagne change sa monnaie en Euro. Le Daily Telegraph décrit la société comme une « société de lobbying qui conseille le NHS, les ministères et les militants politiques qui cherchent à être sélectionnés comme candidats à un parti ».

## Secrétaire général
À la suite de la défaite du Parti travailliste aux élections générales de 2019 et à la démission de Jeremy Corbyn en tant que chef du parti, la prédécesseure d'Evans et alliée de Corbyn, Jennie Formby, démissionne de son poste de secrétaire générale du parti.
Evans est nommé par le Comité exécutif national le 26 mai 2020, remportant vingt des trente-huit votes. Il bat Byron Taylor, le candidat considéré comme son principal concurrent, et d'autres militants travaillistes, dont Andrew Fisher et Neena Gill.
Sa nomination est considérée comme une victoire pour Starmer, Evans étant décrit par The Independent comme le candidat de « premier choix » de Starmer. Le Jewish Chronicle décrit Evans comme un « farouche opposant à la politique d'extrême gauche » et un « féroce critique de l'antisionisme ».
Le 29 octobre 2020, Evans et le chef de file du parti, Nick Brown, suspendent l'ancien chef Jeremy Corbyn en raison de sa réponse au rapport de la Commission pour l'égalité et les droits de l'homme sur l'antisémitisme au sein du Parti travailliste.
Le 17 septembre 2024, Evans est remplacé au poste de secrétaire général par Hollie Ridley. Il entre à la chambre des Lords le 17 janvier 2025.